# 神州高铁
神州高铁技术股份有限公司（英語：China High-Speed Railway Technology Co.,Ltd.；深交所：000008，简称：神州高铁，CHSR），是中国北京市的一个上市公司，主要股东为中国国投高新产业投资有限公司。该司业务范围主要是轨道交通运维产业板块、工程及电气化建设板块和车辆制造板块。曾用名深圳市锦兴实业股份有限公司、广东亿安科技股份有限公司、广东宝利来投资股份有限公司，曾用简称：深锦兴A、亿安科技、ST亿安、*ST亿安、宝利来。

## 历史沿革
1992年5月7日深圳市锦兴实业股份有限公司在深圳证券交易所上市，简称「深锦兴A」。上市首日开盘价19.9，公司的主要业务是仓储业务和贸易。1999年3月，广东民营企业亿安集团收购了深锦兴超过四分之一的股权，成为深锦兴第一大股东，同年8月6日更名为广东亿安科技股份有限公司，简称「亿安科技」。亿安集团当时的主要业务是交通基础设施建设，在江门和广州都有公路投资，还计划在广州周边建12个交通物流枢纽。2002年3月，深圳市宝安宝利来实业有限公司受让28.37％股权入主公司，宝利来成为第一大股东。2002年4月30日因最近一个会计年度股东权益低于注册资本(即每股净资产低于股票面值)，公司股票实施ST处理，公司简称改为「ST亿安」，ST处理直到2005年2月22日才被撤销，公司简称改回「亿安科技」。撤销原因是2005年大股东宝利来实业注资500万元和向子公司深圳宝利来购物广场借贷700万，同年5月13日公司更名为广东宝利来投资股份有限公司，简称「宝利来」。
之后公司的业务主要为房地产出租业务和宝利来酒店酒水往来。2009到2011年三次重组失败。2012年宝利来实业以定向增发方式将宝利来持股比例增加到到62.71%，公司主要业务也改为酒店经营。2014年9月收购北京新联铁集团股份有限公司所有股份，正式介入高铁业务。2015年1月宣布更名为“神州高铁技术股份有限公司”。然后次日至一个月后，股票涨幅高达56.5%。2016年10月25日北京市海淀区国有资产投资经营有限公司以31.15亿元购入神州高铁12.69%的股票，成为第一大股东。

## 主要子公司
北京新联铁集团股份有限公司，创建于1997年，2015年1月被神州高铁收购，成神州高铁全资子公司。2017年9月98%股权转移到神州高铁车辆技术有限公司旗下。
北京联讯伟业科技发展有限公司，2016年1月被神州高铁收购，神州高铁全资子公司。
武汉利德测控技术有限公司，2016年1月被神州高铁收购，神州高铁全资子公司。
北京交大微联科技有限公司，2016年2月被神州高铁收购，神州高铁持股90%股权。
北京华高世纪科技股份有限公司，2017年9月被神州高铁收购，神州高铁持股99.56%股权。
北京神州高铁资产管理有限公司，神州高铁子公司。
西藏神铁创业投资有限公司，神州高铁子公司。

## 亿安事件
亿安科技股票从1998年8月的5.6元左右开始上涨，到2000年2月达到126.31元，涨幅高达21.5倍，其中，1999年10月25日至2000年2月17日，仅仅70个交易日中，亿安股价由26元左右不停地上涨，到2000年2月15日突破百元大关，到17日达到最高126.31元，成为沪深股市第一只面值1元而股价超过百元的股票，随后股价开始了下跌，至2001年2月，股价跌至22元，亿安神话破灭，中小投资者损失惨重，引起了市场的极大震动。证监会于是介入调查，2001年8月，证监会宣布对联手违规操纵“亿安科技”股价的广东欣盛投资顾问有限公司、广东中百投资顾问有限公司、广东百源投资顾问有限公司和广东金易投资顾问有限公司作出重罚，罚没款近9亿元。

## 批评
由于神州高铁前身多次变更，并且有各种金融丑闻而导致许多投资者以及媒体对其做出负面评价，称其侮辱散户的智商。并且由于更名而导致报道评论称其更名只是为了短期炒作。并且行业的重大变更也受到广泛关注。